# Heja
Heja (nebo starší německý název Hanselsgrund) je potok na Spiši, zčásti v katastrálním území města Podolínec (okres Stará Ľubovňa) . Je to pravostranný přítok Popradu a měří 3,1 km.
Pramení v pohoří Levočské vrchy, pod vrchem Heje v nadmořské výšce kolem 773 m a teče severním směrem dolinou Hanselsgrund. Tuto dolinu pokrývají louky a pole. Heja nemá významnější přítoky. Blízko města Podolínec, pouze 400 m od ústí Lomnického potoka, se v nadmořské výšce 612 m vlévá do Popradu.